# 1993 v loďstvech
Tento článek obsahuje významné události v oblasti loďstev v roce 1993.

## Lodě vstoupivší do služby
- 9. ledna –  USS Springfield (SSN-761) – ponorka třídy Los Angeles[1]

- 13. března –  USS Montpelier (SSN-765) – ponorka třídy Los Angeles[2]

- 5. května –  Ventose (F 733) – fregata třídy Floréal

- 7. května –  Čcheng-kung (FFG-1101) – fregata třídy Čcheng-kung

- 20. května –  HMS Iron Duke (F234) – fregata Typu 23 Norfolk

- 10. července –  USS Nebraska (SSBN-739) – ponorka třídy Ohio[3]

- 24. července –  USS Columbus (SSN-762) – ponorka třídy Los Angeles[4]

- 14. srpna –  HMS Vanguard (S28) – raketonosná ponorka třídy Vanguard

- 24. září –  HMS Monmouth (F235) – fregata Typu 23 Norfolk

- 16. října –  USS Kearsarge (LHD-3) – výsadková loď třídy Wasp

- 21. října –  Vendémiare (F 734) – fregata třídy Floréal

- 3. listopadu –  INS Sujata (P 56) – hlídková loď třídy Sukanya

- 6. listopadu –  USS Hampton (SSN-767) – ponorka třídy Los Angeles[5]

- 11. prosince –  Durand de la Penne (D 560), Francesco Mimbelli (D 561) – torpédoborce třídy Durand de la Penne

- 11. prosince –  HMAS Newcastle (FFG 06) – fregata třídy Adelaide

- 13. prosince –  Mihail Kogălniceanu (45) – monitor třídy Mihail Kogălniceanu

- 15. prosince –  Antarès (M770) – minolovka třídy Antarès

- 18. prosince –  USS John Paul Jones (DDG-53) – torpédoborec třídy Arleigh Burke[6]